# グッドモーニング・エクササイズ
グッドモーニング・エクササイズとは、腰や脊柱起立筋・大臀筋・ハムストリングスを鍛えるトレーニング種目。
一般的な方法は、立位から背筋を伸ばしたまま前方におよそ直角に曲げ、完全な立位に戻す。バーベルやダンベルを担いで負荷をかける方法もある。
この運動は腰への負担が高く、腰痛の原因となりやすい。現在では、グッドモーニング・エクササイズを勧める指導者は少なくなっており、脊柱起立筋をメインに背面全部を鍛えるデッドリフトや、同じ運動であるが安全に鍛えられるバック・エクステンションに置き換えられている。
スタンディング・グッドモーニング・エクササイズよりもシーテッド・グッドモーニング・エクササイズの方が脊柱起立筋に負荷が集中する。

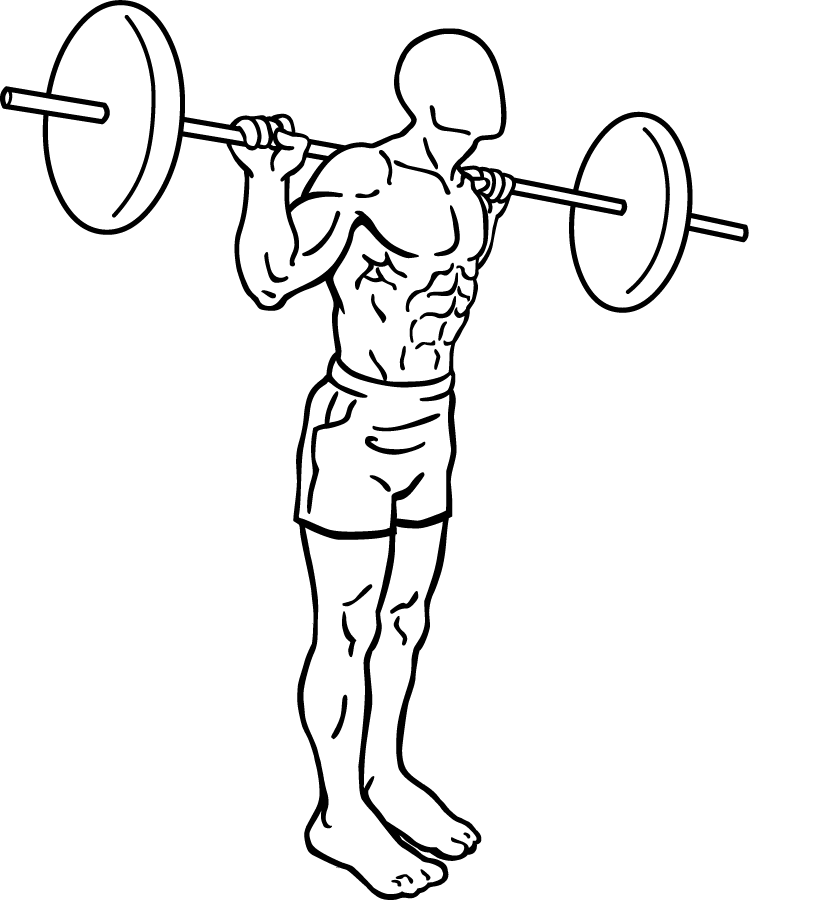
スタンディング・バーベル・グッドモーニング・エクササイズ(スタート)

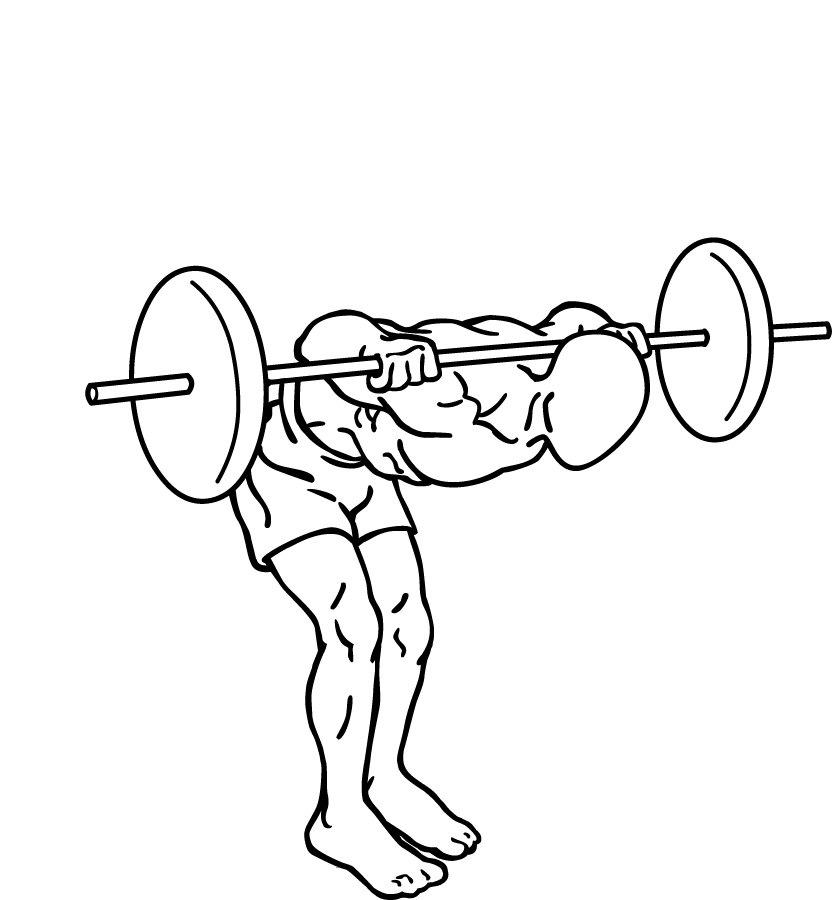
スタンディング・バーベル・グッドモーニング・エクササイズ(フィニッシュ)

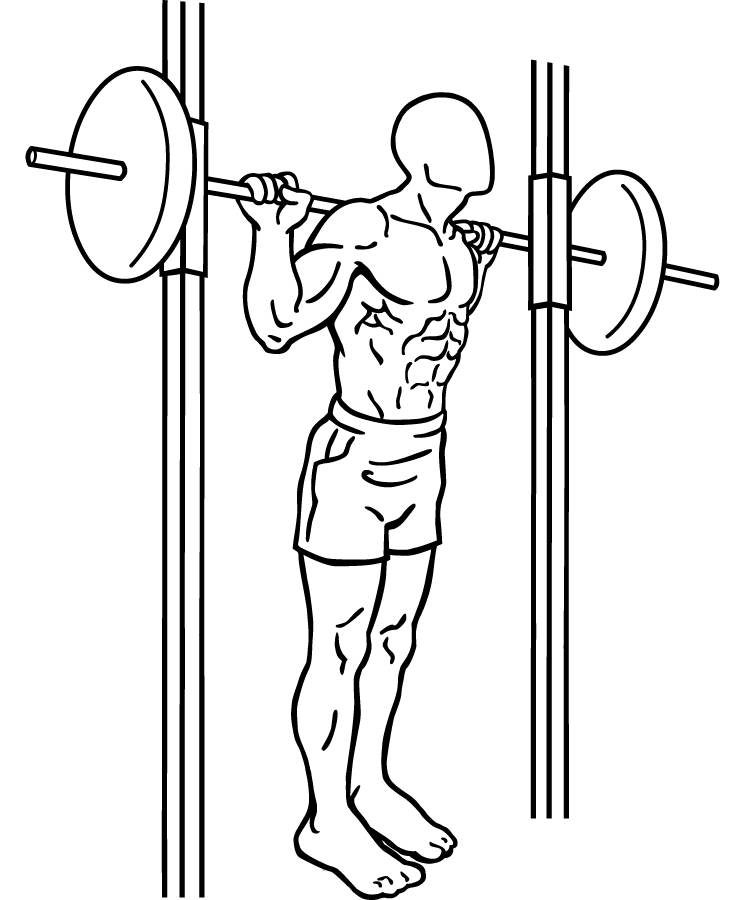
スタンディング・スミスマシン・グッドモーニング・エクササイズ(スタート)

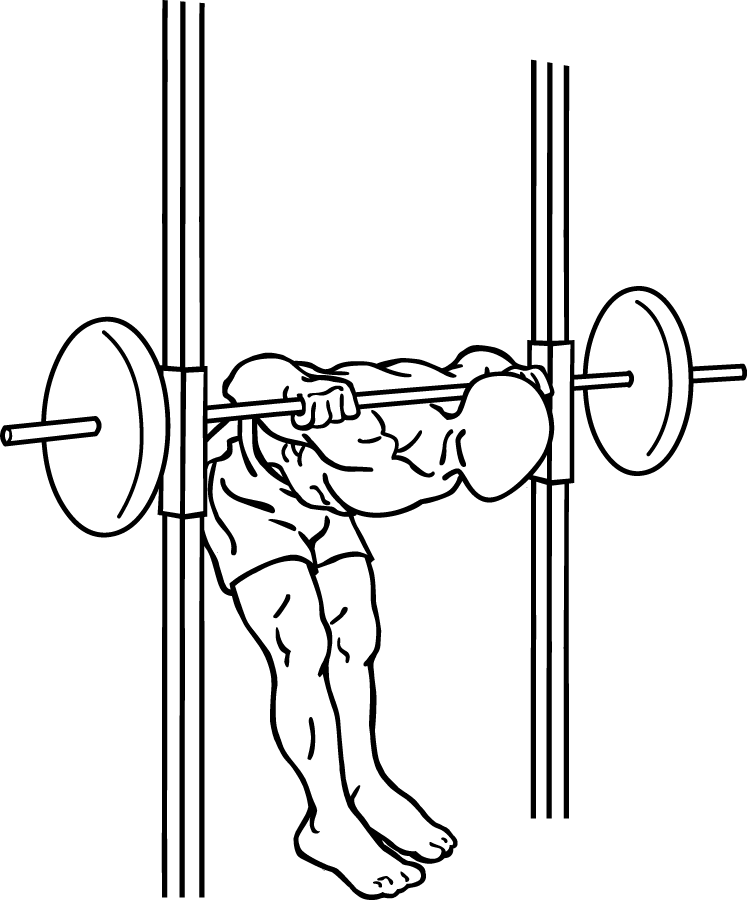
スタンディング・スミスマシン・グッドモーニング・エクササイズ(フィニッシュ)

## 具体的動作

### スタンディング・バーベル・グッドモーニング・エクササイズ
大臀筋とハムストリングスに意識を集中して行うと効果的である。背中が丸まらないように十分気を付ける。
1. スクワットの要領で肩にバーベルを担ぎ、肩幅くらいのスタンスで立つ。両膝はややゆとりを持ち、下背部のアーチを意識してつくり、肩甲骨を寄せて胸を張る。
2. 息を吸って止め、股関節から上体を前方に曲げていく。尻を突き出すようにして、上体をほぼ水平になるくらいまで倒す。
3. 息を吐きながら元の姿勢に戻る。
4. 2~3を繰り返す。

### スタンディング・スミスマシン・グッドモーニング・エクササイズ
大臀筋とハムストリングスに意識を集中して行うと効果的である。背中が丸まらないように十分気を付ける。
1. スクワットの要領で肩にスミスマシンのバーを担ぎ、肩幅くらいのスタンスで立つ。両膝はややゆとりを持ち、下背部のアーチを意識してつくり、肩甲骨を寄せて胸を張る。
2. 息を吸って止め、股関節から上体を前方に曲げていく。尻を突き出すようにして、上体をほぼ水平になるくらいまで倒す。
3. 息を吐きながら元の姿勢に戻る。
4. 2~3を繰り返す。

### シーテッド・ダンベル・グッドモーニング・エクササイズ
背中が丸まらないように十分気を付ける。
1. スクワットの要領で肩にバーベルを担ぎ、フラットベンチに座る。下背部のアーチを意識してつくり、肩甲骨を寄せて胸を張る。
2. 息を吸って止め、上体を前方に倒していく。下背部および上背部が丸まらない範囲でできるだけ上体を倒す。
3. 息を吐きながら元の姿勢に戻る。
4. 2~3を繰り返す。